# Alstroemeria punctata
Alstroemeria punctata es una especie de la familia de las alstroemeriáceas. La especie fue descrita por primera vez por Pierfelice Ravenna y publicada en la revista Phytologia en 1988. Alstroemeria punctata pertenece al género Alstroemeria y a la familia Alstroemeriaceae.
Se distribuye principalmente en Brasil, especialmente descrito en los alrededores de Brasilia y el estado de Goiás. Es un geófito tuberoso y crece principalmente en el bioma subtropical.